# Première bataille de Springfield
Guerre de Sécession
Batailles
Opérations pour contrôler le Missouri
- Boonville
- Cole Camp
- Carthage
- Wilson's Creek
- Dry Wood Creek
- Liberty
- Lexington (1re)
- Fredericktown
- Springfield (1re)
- Mount Zion Church
- Blackwater Creek (en)

La première bataille de Springfield ou Charge de Zagonyi est une bataille de la guerre de Sécession qui s'est déroulée le 25 octobre 1861 dans le comté de Greene, au Missouri. C'est la seule victoire de l'Union dans le sud ouest du Missouri en 1861.

## Prélude
N'ayant accompli que peu de choses depuis sa prise de commandement du département de l'ouest (Western Department) dont le quartier général est situé à Saint-Louis, le major général John C. Frémont élabore un plan pour se débarrasser des forces confédérées du major général Sterling Price présentes dans l'État et, si possible, de porter la guerre dans l'Arkansas et la Louisiane. Quittant Saint-Louis le 7 octobre 1861, la force interarmées de Frémont compte finalement plus de 20 000 hommes. La cavalerie qui l'accompagne, comptant 5 000 hommes et autres troupes montées, comprend les Prairie Scouts du commandant Frank J. White et les gardes du corps de Frémont sous le commandement du commandant Charles Zagonyi. Le commandant White tombe malade et transfère son commandement à Zagonyi. Ces deux unités opèrent à l'avant de l'armée de Frémont pour collecter des renseignements.
Face à la progression en force de l'armée de Frémont, le major général Sterling Price de la garde de l'État du Missouri ordonne le repli de Springfield, au Missouri. Les autres forces de la garde de l'État du Missouri à proximité qui tentent de faire la jonction avec l'armée de Price à Springfield, trouvent les lieux déjà abandonnés.

## Bataille
Alors que Frémont s'approche de Springfield, le commandant local de la garde de l'État, le colonel Julian Frazier, envoie des demandes de renforts de troupes aux localités proches. Frémont établit un campement sur la rivière Pomme de Terre, à environ 80 kilomètres de Springfield. La colonne de reconnaissance de Zagonyi, en revanche, continue vers Springfield, et la force interarmes de Frazier d'environ 1 000 à 1 500 fantassins et cavaliers se prépare à la rencontre.
La force conjointe de Zagonyi, forte de 326 hommes, approche de Springfield sur la route de Mt. Vernon.  Frazier prépare une embuscade le long de la route que Zagonyi emprunte.  Zagonyi ordonne une charge à partir du contrebas boisé (qui correspond de nos jours à Jordan Creek), exhortant ses hommes avec « nous avons été appelés les soldats en vacances sur les trottoirs de St. Louis... Que le mot d'ordre soit « Frémont et l'Union ». » Après trois charge les confédérés se replient en désordre. Les hommes de Zagonyi rentrent dans la ville, saluent les sympathisants de l'Union et relâchent les prisonniers de l'Union. Craignant une contre attaque confédérée, Zagonyi sort de Springfield avant la nuit, mais l'armée de Frémont y retourne, en force, quelques jours plus tard et établissent un camp dans la ville.

## Pertes et conséquences
Les pertes de l'Union s'élèvent à 15 morts, 27 blessés, et 10 disparus ou prisonniers pour le corps de garde de Frémont, et 33 tués, blessés et disparus ou capturés pour les éléments sous le commandement  de White, pour un total de 85 hommes. Les pertes confédérées sont inconnues mais estimées à 133.
À la mi-novembre, après que le renvoi de Frémont remplacé par le major général David Hunter, les forces de l'Union évacuent Springfield et se retirent sur Sedalia et Rolla. Les troupes fédérales réoccuperont Springfield au début de 1862 et en feront un bastion à leur profit.

## Ordre de bataille
Union
- Garde du corps de Frémont : commandant Charles Zagonyi
- Prairie Scouts : commandant Frank White
- Pertes : 85 hommes

Confédération
- Garde de l'État du Missouri : colonel Julian Frazier
- Pertes : 132 hommes[1]